# Aspilia leucanthemum
Aspilia leucanthemum là một loài thực vật có hoa trong họ Cúc. Loài này được Chodat mô tả khoa học đầu tiên năm 1902.